# 캉디드 (오페레타)
캉디드(Candide)는 볼테르의 1759년 동명 소설을 바탕으로 레너드 번스타인이 작곡하고 주로 시인 리차드 윌버가 가사를 쓴 오페레타이다. 이 텍스트의 다른 기고자는 존 라투쉬, 도로시 파커, 릴리언 헬먼, 스티븐 손드하임, 존 마우세리, 존 웰스 및 번스타인 자신이었다. 모리스 페레스와 허시 케이가 오케스트레이션에 기여했다.
이 오페레타는 1956년 릴리언 헬먼(Lillian Hellman)의 리브레토로 처음 공연됐으나, 1974년부터는 볼테르의 중편소설에 더 충실한 휴 휠러(Hugh Wheeler)의 책으로 공연되는 것이 일반적이다. 비록 초연에서는 실패했지만, <캉디드>는 초기 관객과 비평가들의 냉담한 반응을 극복하고 더 많은 인기를 얻었다.